# الکس بری
الکس بری (انگلیسی: Alex Bray؛ زادهٔ ۲۵ ژوئیهٔ ۱۹۹۵) بازیکن فوتبال اهل بریتانیا است.
از باشگاه‌هایی که در آن بازی کرده‌است می‌توان به باشگاه فوتبال یورک سیتی، باشگاه فوتبال روترهام یونایتد، باشگاه فوتبال سوانزی سیتی، باشگاه فوتبال وستون سوپر مار، باشگاه فوتبال پلیموث آرگیل، و باشگاه فوتبال فارست گرین راورز اشاره کرد.
وی همچنین در تیم ملی فوتبال Wales U19 بازی کرده‌است.